# 厝県
厝県（せき-けん）は中華人民共和国河北省にかつて存在した県。現在の邢台市清河県北西部に相当する。
秦代に設置された。後漢の永初元年（107年）に、厝県が甘陵県と改名された。西晋の咸寧3年（277年）により廃止された。